# Castell d'Agost
El castell d'Agost està situat en el municipi valencià d'Agost (comarca de l'Alacantí). Va ser construït pel que sembla en l'època musulmana. En l'actualitat ha desaparegut en la seua quasi totalitat, quedant com a única resta un llenç de la seua muralla.
Les últimes referències que es tenen del castell són de finals del segle xvii, quan va passar a ser propietat dels cavallers de Vallebreras.